# Козарка
Коза́рка (болг. Козарка) — село в Смолянській області Болгарії. Входить до складу общини Неделино.

## Населення
За даними перепису населення 2011 року у селі проживали 126 осіб, з них 119 осіб (99,2%) — болгари.
Розподіл населення за віком у 2011 році:
Динаміка населення: